# Пірогалол
Пірогало́л (пірогалолова кислота) — триатомний фенол, легко окислюється. Вперше отриманий у 1786 році з галової кислоти. 

## Поширення  у природі
Водопериця колосиста (Myriophyllum spicatum) виробляє пірогалол, зупиняючи ріст синьо-зелених вооростей.

## Фізичні властивості
Розчинність у різних розчинниках при 25 °C наступна:
| Розчинник                           | Розчинність      |
| ----------------------------------- | ---------------- |
| Етанол                              | 50%              |
| Діетиловий етер                     | 45%              |
| Вода                                | 38%              |
| Піридин                             | Розчинний        |
| Хлороформ, бензен, карбон дисульфід | погано розчинний |

При нагріванні сублімується.

## Отримання
Отримують пірогалол декарбоксилюванням галової кислоти:

## Хімічні властивості
Пірогалол — дуже сильний відновник. Лужні розчини поглинають кисень з утворенням коричневого осаду. Також відновлює іони срібла, золота і ртуті до металів.
Карбоксилюється гідрогенкарбонатом калію при нагріванні, утворюючи 2,3,4-тригідроксибензенкарбонову кислоту. Також вступає в реакції за гідроксильною групою: утворює етери і естери. При реакції з бромом утворюється 1,2,6,6-тетрабромциклогексен-3,4,5-трион.

## Застосування
У промисловості застосовують для синтезу фарбників, в аналітичній хімії для визначення ряду елементів, в газовому аналізі для визначення кисню, у фотографії як проявник.

## Токсичність
Подразнює очі та шкіру, вражає кров, печінку, нирки та нервову систему. Можливо є мутагеном, але за певних умов може мати анти-мутагенний та анти-канцерогенний вплив.